# Calabrese (maiale)
La razza Suino Nero di Calabria o Apulo calabrese appartiene al gruppo delle razze suine autoctone italiane e, come dice il suo nome, la sua zona di diffusione corrisponde alla Calabria. La morfologia è quella tipica del suino iberico-mediterraneo con profilo fronto-nasale rettilineo e orecchie rivolte in avanti a coprire gli occhi. Presenta un mantello nero con setole nere abbondanti.

## Origini
L'origine del suino Nero di Calabria o Apulo calabrese non si conosce con precisione, e ciò è dovuto – tra le varie ragioni – alla scarsa presenza di lavori scientifici soprattutto nell'ambito della zooarcheologia. In ogni caso, tra le informazioni raccolte su fonti di diversa natura, si presuppone che il suino Nero di Calabria trovi le sue origini nell'area mediterranea sud-europea ed africana e che ripetuti incroci genetici fra i maiali primevi locali abbiano condotto alla varietà oggi conosciuta. Tramite questi innesti genetici, verosimilmente, questo suino ha ereditato la sua precocità riproduttiva e l'adattabilità morfologica e funzionale agli ecosistemi e alle forme di allevamento estensivo.
Le popolazioni che si susseguirono nei territori e contesti calabri non rappresentarono un'eccezione alla regola secondo la quale, le serie di immigrazioni umane furono da sempre associate all'importazione di piante, animali e costumi propri dei paesi di origine. Grazie a fonti etno-storiche sappiamo che il maiale, già nell'età del bronzo medio, occupava una posizione strategica nell'economia rurale e, secondo alcuni autori, ancora più importanti presenze nei rituali religiosi (Vera, in www.museodelcibo.it Archiviato il 16 maggio 2021 in Internet Archive.).
Il suo allevamento fu contraddistinto da norme che regolavano la sua produzione, s'ipotizza, già prima che i concetti di diritto prendessero piede nella società. Dall'espansione della suinicoltura in tutto il continente europeo, e quindi dalla colonizzazione romana dello stesso territorio, fu generata la commistione tra i diversi ceppi suini presenti in Europa e quindi la difficoltà nella determinazione di una specifica origine etnologica. In questo contesto, appare probabile che le razze del ceppo iberico come quelle del ceppo celtico influirono almeno sulle prime tappe nella creazione del Nero di Calabria, soprattutto successivamente alla nascita di intensi scambi commerciali con Portogallo, Inghilterra e Francia. È lecito quindi supporre che – più recentemente - abbia lasciato una sua influenza anche la razza inglese Large Black. A seconda delle località in cui era allevata, la razza assumeva differenti nomenclature: riggitana, oriolese, catanzarese, cosentina, ecc.
Per ultimo, vanno aggiunti l'influenza ambientale, l'orientamento produttivo e il management che si applicarono durante diversi secoli successivi agli scambi genetici fin qui descritti. Così le aziende agricole erano solite allevare alcuni maiali nel corso dell'anno ed ingrassarli con i sottoprodotti provenienti dai coltivi, tanto da portare i suini ad un peso vivo di circa 160-180kg, peso al quale venivano macellati. La loro carne veniva conservata per molto tempo e ricoperta di grasso che è il conservante ideale per i prodotti carnei, ragione per la quale erano premiate le carni ricche di depositi adiposi.
Esistono tutt'oggi alcuni comuni nei quali questo alimento tradizionale trova la migliore espressione, per esempio la maggior parte dei comuni silani e presilani, l'area delle Serre ed i versanti ionico e tirrenico del massiccio aspromontano.
L'assetto demografico fin qui descritto - causa dell'importante isolamento dei singoli nuclei di produzione - è stato il principale fattore determinante l'altissima consanguineità di cui soffre questa popolazione. Nella fase in cui si sta lavorando, l'obbiettivo di fondo è quello relativo all'inquadramento della razza nel contesto calabro, ovvero la definizione di quelli che sono i caratteri precipui del ceppo genetico Apulo-calabrese, la consistenza e la distribuzione regionale, le prospettive economiche e commerciali riguardanti anche le carni ed i trasformati”.

## Il suino Calabrese nel XX secolo
A partire da questa riscoperta, nell’ambito tecnico cominciarono a realizzarsi in Calabria, quelli che possiamo chiamare “i primi studi produttivi e sperimentali” sulla razza suina Nero Calabrese. Così, si iniziò a raccogliere non solo l’insieme di dati, atti a delineare le caratteristiche della popolazione in esame, ma soprattutto a fotografare l’interesse culturale, alla base di questa tipologia d’allevamento, e le metodiche delle sue produzioni, fatte di tradizioni tanto allignate nel contesto territoriale, da coinvolgere l’intera cronistoria delle culture passate per i luoghi calabri. Memorie e sedimentazioni storico-culturali delle civiltà greco-calabra, romana ed albanese, si intrecciano e si alternano sull’aspro e variegato paesaggio calabro, e se l’oralità ha rappresentato sempre il mezzo privilegiato di trasmissione dell’identità di questi popoli, molto si deve anche all’espressione artistica, nelle sue forme più svariate, e alla ritualizzazione delle manifatture artigianali (www.museidelcibo.it). E furono proprio questi interessi locali a sollecitare, ben più autorevoli attenzioni regionali e nazionali, portando alla costituzione di vere e proprie agenzie per la valorizzazione di tali risorse, parliamo ad esempio dell’ARSSA e dei suoi centri. In particolare il centro didattico e sperimentale di Acri (CS), si occupò del recupero e riproduzione di quelle importanti linee di sangue, oggi presenti sui certificati genealogici dell’80% dei soggetti presenti in regione.
Successivamente, e grazie all’interessamento dell'Associazione Nazionale Allevatori Suini (A.N.A.S.), partendo dal presupposto che si trattava di una razza autoctona storicamente riconosciuta in loco, si propose l’introduzione della stessa, nel catalogo ufficiale delle razze autoctone italiane, diventando finalmente atto formale con il D.M. n. 20871 del 6 marzo 2001 e la contestuale istituzione del Registro Anagrafico Nazionale (ancora aperto). A tale data, a causa della consistenza estremamente ridotta, il suino Nero Calabrese fu dichiarato razza a protezione speciale, a rischio d’estinzione.
Con le garanzie offerte dal nuovo status di razza con proprio Registro Anagrafico, si è potuto iniziare il lavoro di recupero e valorizzazione, facendo particolare attenzione a quei principi della selezione, che permettessero di escludere tutti i caratteri impropri al tipo genetico in questione. Le indagini da noi effettuate, hanno verificato come in un lasso di tempo relativamente breve siano aumentati i quorum, relativi sia alle aziende dedite a questo allevamento, sia al totale di capi per allevamento.»
(Luca Racinaro, Produzioni Zootecniche nel bacino del Mediterraneo)

## Caratteristiche
Razza molto rustica, robusta e con uno scheletro forte, corre il rischio di estinzione a causa del lento accrescimento e della ridotta fertilità (4-6 nati per parto).
È in corso un piano di recupero di questa razza attraverso la valorizzazione dei prodotti di alta qualità che si ottengono dall'allevamento brado e la lavorazione artigianale delle carni.
La particolarità che ha reso famosa nel mondo la soppressata di Calabria deriva proprio da questi animali che hanno la caratteristica di possedere una carne magra, ottima per la produzione della soppressata e di tutti gli altri insaccati, con le particolarità specialistiche del sanguinaccio misto al cioccolato e della 'nduja di Spilinga (VV), un particolarissimo tipo di salame morbido-spalmabile e molto piccante. Le caratteristiche salienti della razza sono quelle dell'adattamento al pascolo, per un allevamento allo stato brado, che unito alla vigoria sessuale del verro ed alle peculiarità materne della scrofa, la rendono unica nel suo genere.
La razza del suino nero di Calabria, abbandonata dai suinicoltori calabri, si è salvata per merito dell'ARSSA, già Opera Valorizzazione Sila, azienda regionale per lo sviluppo agricolo, che aveva conservato pochi capi in una struttura localizzata nel comune di Acri in provincia di Cosenza. Una non trascurabile quantità di capi del suino nero calabrese fu sempre presente nella zona di Polsi (Aspromonte), dove tuttora è allevato al pascolo libero e si ciba in prevalenza di ghiande e castagne.
Attualmente la razza del suino nero di Calabria sta avendo una ripresa, seppure lenta, grazie ad alcune piccole aziende suinicole calabresi, per lo più a conduzione familiare, che si dedicano con passione e competenza al suo allevamento, con relativa produzione dei suoi pregiati insaccati.